# Alberto da Veiga Guignard

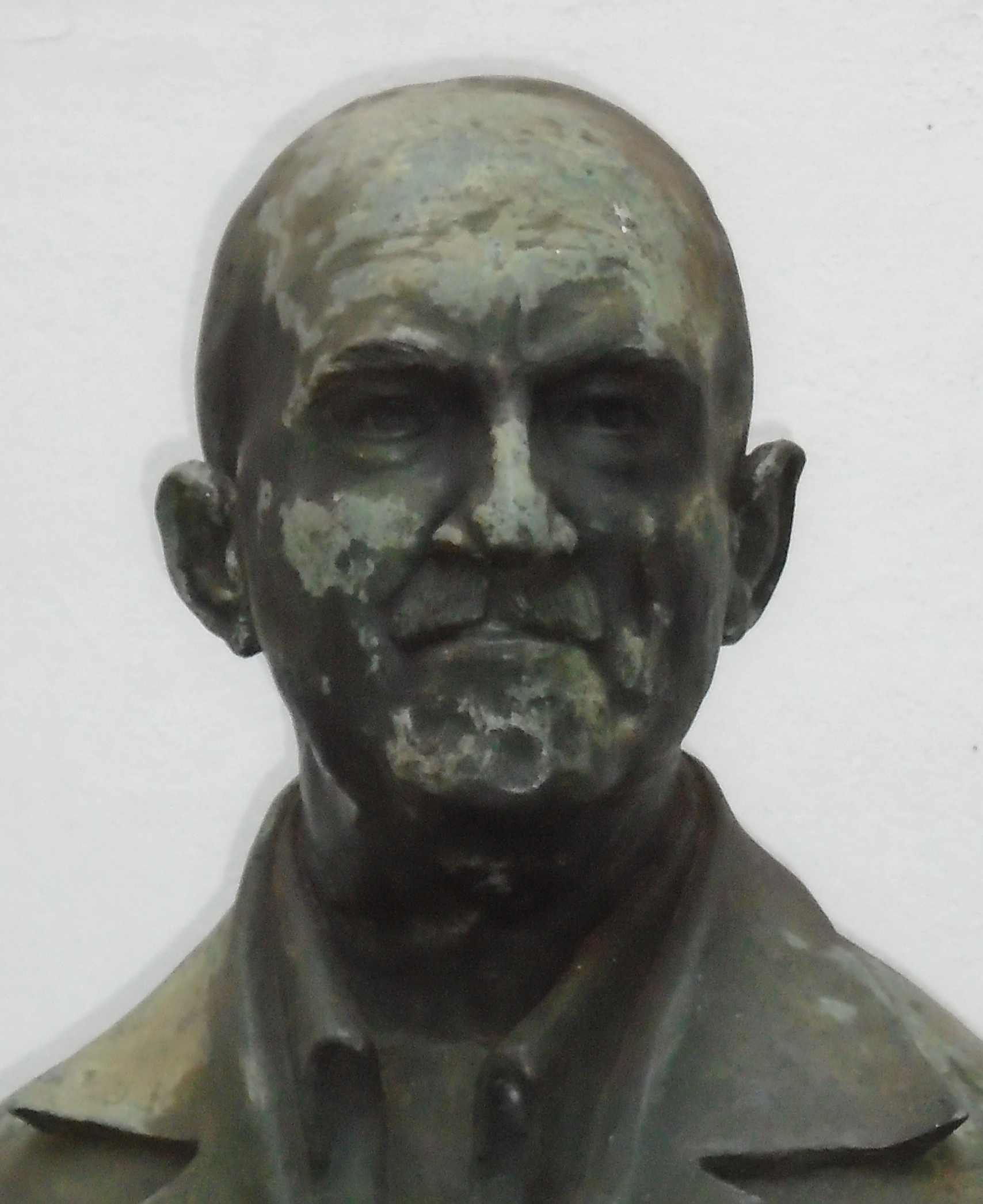
Büste von Alberto da Veiga Guignard in der Escola Guignard, Belo Horizonte

Alberto da Veiga Guignard (* 25. Februar 1896 in Nova Friburgo, Bundesstaat Rio de Janeiro, Brasilien; † 25. Juni 1962 in Belo Horizonte) war ein brasilianischer Maler und Kunsthochschullehrer. 

## Leben
Da Veiga Guignard wurde mit einer Lippen-Kiefer-Gaumenspalte geboren. Schon früh starb der Vater. Seine Mutter heiratete daraufhin Friedrich von Schilgen und zog mit dem elfjährigen Sohn 1907 zunächst nach Vevey in der Schweiz, wenig später nach Momères in Frankreich. 1915 ließ sich die Familie dann in München nieder. Da Veiga Guignard wollte zunächst Agrarwissenschaften studieren, brach dies jedoch aus gesundheitlichen Gründen ab und kehrte nach München zurück. Er schrieb sich für ein Studium an der Akademie der Bildenden Künste München ein, weilte aber von 1918 bis 1920 in Grasse. Er war danach wieder an der Akademie in München. 1922 gelang es ihm, an der Münchner Kunstausstellung im Glaspalast teilzunehmen. 1924 kehrte da Veiga Guignard dann erstmals wieder nach Brasilien für einen kurzen Aufenthalt zurück. Seine Rückkehr nach Europa führte ihn für drei Jahre nach Florenz. 1928 stellte er auf der Biennale in Venedig aus. 1929 zog er dann endgültig über Paris nach Brasilien zurück.
Er unterrichtete zahlreiche Maler. Auf Einladung des Bürgermeisters von Belo Horizonte, Juscelino Kubitschek, begründete er das Instituto de Belas Artes (heute als Escola Guignard Teil der Universidade do Estado de Minas Gerais). 1962 starb er in Belo Horizonte. Begraben wurde er in der Kirche des Heiligen Franz von Assisi in Ouro Preto.

## Œuvre
Die von ihm gepflegten Blumenmotive haben bislang die höchsten Preise seiner Werke eingebracht. Allerdings sind auch zahlreiche Porträts und Selbstporträts sowie Landschaftsmotive und Stillleben bekannt. Auch religiöse Motive finden sich in dem Werk.
Das Werk wird allgemein der Neuen Sachlichkeit zugeordnet. 